# Psallus ambiguus
Psallus ambiguus är en insektsart som först beskrevs av Carl Fredrik Fallén 1807.  Psallus ambiguus ingår i släktet Psallus, och familjen ängsskinnbaggar. Arten är reproducerande i Sverige.